# Yanggak
Yanggak ist eine Insel im Taedong-gang in Nordkorea. Sie gehört, wie auch die weiter nördlich gelegene Insel Rungna, zum Stadtteil Chung-guyŏk der Hauptstadt Pjöngjang.

## Geschichte
Auf der Insel entstand möglicherweise das erste Siedlungsgebiet Pjöngjangs. Sie erstreckt sich über eine Fläche von 1,2 Quadratkilometern und ist mit dem Festland im Norden des Taedong-gang und dem Stadtbezirk Sŏngyo-guyŏk südlich des Flusses mit der Yanggak-Brücke verbunden. 

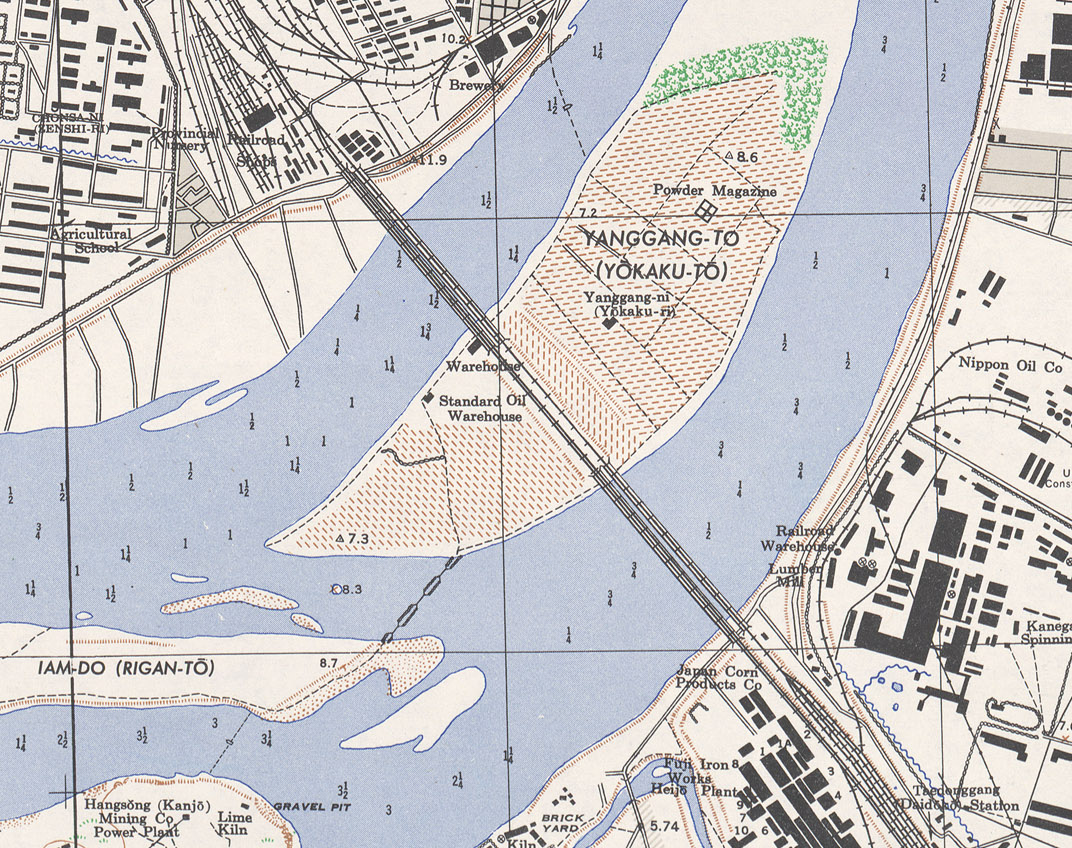
Schematische Darstellung der An- und Bebauung der Insel im Jahre 1946.

Zwischen 1910 und 1945 gehörte Korea und damit auch diese Insel zum Japanischen Kaiserreich. Da Japanisch damals Nationalsprache war, wurde der Inselname 羊角 japanisch Yōkaku gelesen. Zu dieser Zeit war die Insel noch unbebaut und wurde fast ausschließlich für Feldwirtschaft genutzt.

## Bauwerke und Einrichtungen

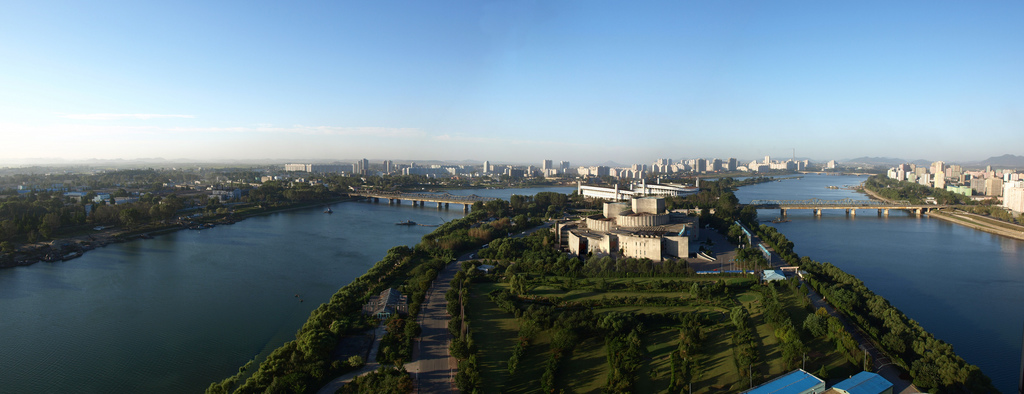
Blick über die Insel. Das erste Gebäude im Bild zeigt die Pjöngjang International Cinema Hall, dahinter steht das Yanggakdo-Stadion.

Die Insel wird besonders von drei Bauwerken geprägt. Am nordöstlichen Ende befindet sich das 48-stöckige Yanggakdo International Hotel, das bis 2011 noch einen anliegenden zugehörigen Golfplatz besaß. Es wurde im Jahr 1995 eröffnete und ist in der Regel ausländischen Besuchern vorbehalten. 
Angrenzend an das Gelände des ehemaligen Golfplatzes befindet sich die Internationale Kinohalle Pjöngjang mit 3150 Plätzen, in der die Eröffnungs- und Abschlussveranstaltungen des Pjöngjang-Filmfestivals stattfinden.
Etwa zentral in der Mitte der Insel liegt das 1989 erbaute Yanggakdo-Stadion. Das Mehrzweckstadion hat Kapazität für 30.000 Besucher und wird meist für Fußballspiele genutzt.